# Brad Friedel
Bradley Howard „Brad” Friedel (ur. 18 maja 1971 w Lakewood) – były amerykański piłkarz występujący na pozycji bramkarza. Były reprezentant kraju.

## Dzieciństwo
Urodził się 18 maja 1971 w Lakewood jako syn Susan.
Uczęszczał do Bay High School, gdzie grał w koszykówkę, piłkę nożną i tenisa. W 1989 został wybrany najlepszym sportowcem swojej szkoły.

## Kariera klubowa

### Początki
Friedel studiował na University of California (UCLA), gdzie w latach 1990–1994 grał w szkolnym zespole piłkarskim. W 1990 wraz ze swoją drużyną zdobył mistrzostwo National Collegiate Athletic Association. W UCLA rozegrał 61 spotkań. W 1992 otrzymał Hermann Trophy – nagrodę przyznawaną najlepszemu zawodnikowi rozgrywek collegowych.
W grudniu 1992 pojechał na testy do Nottingham Forest porzucając tym samym studia. Otrzymał propozycję transferu do tego zespołu. Kwota transferu miała wynieść 300 tysięcy funtów, a Friedel miał otrzymać połowę tej kwoty. Po miesiąciu nie dostał jednak pozwolenia na pracę i powrócił do Stanów Zjednoczonych.
W 1994 Friedel miał trafić za 600 tysięcy funtów do Newcastle United, jednak ponownie nie otrzymał pozwolenia na pracę. Newcastle złożyło odwołanie od tej decyzji, ale nie zostało ono rozpatrzone pozytywnie.
W 1995 rozpoczął występy w Brøndby IF. W lecie zaoferowano mu kontrakt z Sunderlandem, ale Friedel nie otrzymał pozwolenia na pracę. Po 10 występach dla Brøndby, we wrześniu 1995 przeszedł do Galatasaray SK, gdzie grał przez 10 miesięcy.
Po występach w Turcji powrócił do Stanów Zjednoczonych, gdzie rozpoczął występy w Columbus Crew. Rok później otrzymał tytuł MLS Goalkeeper of the Year przyznawany najlepszemu bramkarzowi ligi Major League Soccer. W ciągu dwóch sezonów w tym zespole rozegrał 38 meczów.

### Liverpool
19 grudnia 1997 trafił do Liverpoolu za milion funtów mimo problemów z otrzymaniem pozwolenia na pracę. W klubie tym zadebiutował 28 lutego następnego roku w meczu z Aston Villą. Przez większość sezonu 1997/1998 był podstawowym bramkarzem zespołu. Pomógł Liverpoolowi w awansie do Pucharu UEFA. Sezon 1998/1999 również rozpoczął jako podstawowy zawodnik, ale później stracił miejsce w składzie.

### Blackburn Rovers
3 listopada 2000 na zasadzie wolnego transferu przeszedł do Blackburn Rovers.
W zespole tym zadebiutował 18 listopada 2000 w wygranym 1:0 meczu ligowym z Wolverhampton Wanderers. W pierwszym sezonie rozegrał 45 meczów, w tym 36 w lidze. W kwietniu 2003 został wybrany do najlepszej jedenastki Premier League sezonu 2002/2003 według PFA. W ciągu kolejnych lat nie stracił miejsca w podstawowym składzie Blackburn Rovers i w zespole tym rozegrał do 2008 roku 287 ligowych meczów.

### Aston Villa

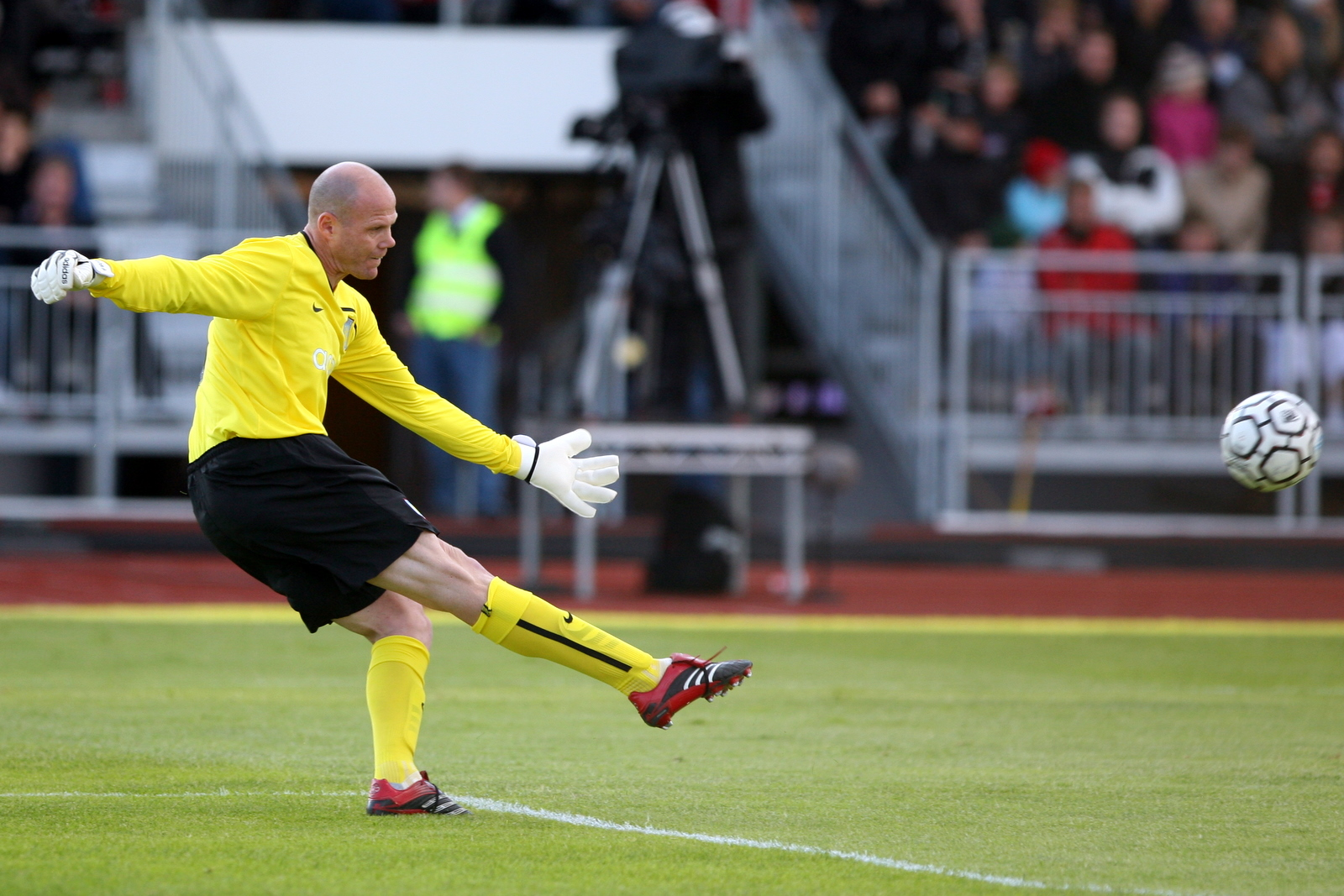
Friedel grający w Aston Villi

26 lipca 2008 podpisał trzyletni kontrakt z Aston Villą. Kwota transferu nie została ujawniona, ale media spekulowały, że mogła ona wynieść od 2 do 2,5 miliona funtów.
W klubie tym zadebiutował 14 sierpnia w wygranym 4:1 wyjazdowym meczu Pucharu UEFA z Hafnarfjarðar. 17 sierpnia w wygranym 4:2 spotkaniu Premier League z Manchesterem City po raz pierwszy zagrał dla Aston Villi w meczu ligowym.

### Tottenham Hotspur
W czerwcu 2011 podpisał dwuletni kontrakt z Tottenhamem. Pod koniec sezonu 2014/15 Friedel zakończył karierę.

## Kariera reprezentacyjna
Friedel zagrał we wszystkich meczach eliminacyjnych do Letnich Igrzyskach Olimpijskich 1992, a w turnieju głównym również wystąpił we wszystkich trzech spotkaniach. Stany Zjednoczone zajęły trzecie miejsce w grupie i odpadły z turnieju.
W dorosłej reprezentacji zadebiutował 3 września 1992 w meczu z Kanadą.
W 1994 został powołany na mistrzostwa świata w Stanach Zjednoczonych, gdzie był rezerwowym dla Tony'ego Meola'i i nie zagrał w żadnym z czterech spotkań reprezentacji. Stany Zjednoczone zakończyły turniej po porażce 0:1 z Brazylią w 1/8 finału.
Friedel znalazł się także w składzie na mistrzostwa świata w 1998. Był tam rezerwowym dla Kaseya Kellera, ale zagrał w ostatnim meczu grupowym z Jugosławią (przegrana 0:1). Stany Zjednoczone zajęły ostatnie, czwarte miejsce w grupie F i nie awansowały do fazy pucharowej.
7 lutego 2005 zakończył karierę reprezentacyjną. W reprezentacji narodowej wystąpił 82 razy.

## Życie prywatne
Friedel jest żonaty z Tracy, z którą ma córkę Isabellę.